# 1857 в Україні

## Події
- «Граматка» Пантелеймона Куліша

## Народились
- 10 січня Недільський Софрон (1857—1917) — перший директор Коломийської української гімназії.
- 19 січня Іоанн (Левицький) (1857—1923) — український релігійний діяч обновленства, до 1922 — єпископ Російської православної церкви, єпископ Кубанський та Краснодарський.
- 25 січня Браунер Олександр Олександрович (1857—1941) — український зоолог.
- 25 січня Юзеф Нойман (1857—1932) — президент Львова, член Галицького сейму, друкар.
- 4 лютого Варавва Петро Федорович (1857 — ? після 1920) — підполковник Армії УНР.
- 10 лютого Максимович Євген Олександрович (1857—1928) — український художник, педагог.
- 11 лютого Рошкевич Ольга Михайлівна (1857—1935) — українська перекладачка, збирачка фольклору.
- 17 лютого Тутковський Микола Аполлонович (1857—1931) — український композитор, піаніст-віртуоз, педагог і музичний діяч.
- 21 лютого Билім-Колосовський Семен Петрович (1857—1931) — генеральний хорунжий Армії Української Держави.
- 28 лютого Здерковський Олександр (1857—1920) — священик (УГКЦ), громадський діяч, співредактор гумористичної газети «Зеркало».
- 28 лютого Корчак-Чепурківський Овксентій Васильович (1857—1947) — український гігієніст і епідеміолог, організатор системи охорони народного здоров'я, міністр УНР, дійсний член Всеукраїнської академії наук.
- 7 березня Зиґмунд Френкель (1857—1913) — австрійський історик та журналіст, ректор Чернівецького університету (1905—1906).
- 8 березня Леон Пінінський (1857—1938) — польський вчений (правник, історик мистецтва), громадський та політичний діяч. Намісник Галичини. Ректор Львівського університету.
- 30 березня Габріеля Запольська (1857—1921) — польська письменниця, акторка.
- 23 квітня Магдесян Еммануїл Якович (1857—1908) — російський художник-мариніст.
- 3 травня Нємкін Володимир Християнович (1857—1908) — український архітектор і педагог.
- 15 травня Погибко Опанас Іванович (1857—1939) — український вчений-агроном, виноградар, організатор перших досліджень з меліорації земель у Молдові.
- 15 травня Чайковський Андрій Якович (1857—1935) — український письменник, громадський діяч, доктор права, адвокат у Галичині. Діяч Національно-Демократичної Партії, згодом УНДО, один з організаторів УСС, повітовий комісар ЗУНР у Самборі.
- 21 травня Пильчиков Микола Дмитрович (1857—1908) — український вчений, фізик-теоретик, експериментатор, винахідник.
- 5 червня Підвисоцький Володимир Валеріанович (1857—1913) — український патолог, ендокринолог, імунолог, мікробіолог, доктор медицини, професор. Основоположник київської школи патологів.
- 7 квітня Тишкевич Михайло Станіславович (1857-1930) — граф, український дипломат, публіцист, митець і меценат.
- 18 червня Заклинський Корнило Гнатович (1857—1884) — український історик, етнограф, письменник.
- 22 червня Манастирський Олександр Дмитрович (1857—1920) — український письменник та драматург, історик, етнограф, поет, православний церковний діяч, архімандрит.
- 22 червня Нестурх Федір Павлович (1857—1936) — український архітектор та педагог, професор Одеського художнього інституту.
- 2 липня Волянський Іван Якович (1857—1926) — перший греко-католицький священик у США.
- 5 липня Гінцбург Давид Гораційович (1857—1910) — сходознавець, письменник, громадський діяч.
- 11 липня Бодянський Павло Миколайович (1857—1922) — український педагог, директор Київської першої гімназії. Також шашкіст, історик і видавець.
- 1 серпня Ілля Кокорудз (1857—1933) — український галицький педагог, професор, спричинився до розвитку української школи, дійсний член Наукового Товариства ім. Шевченка, товариства «Просвіта», «Руського клубу», голова «Руської Бесіди», товариства «Рідна школа У. П. Т.», один із засновників товариства «Учительська громада».
- 3 серпня Дейч Йосип Якович (1857—1928) — український лікар-фізіотерапевт, доктор медицини, засновник Київської водолікарні.
- 12 серпня Стороженко Андрій Володимирович (1857 — після січня 1926) — історик і славіст, громадський діяч.
- 17 серпня Мандичевський Євсевій (1857—1929) — український і австрійський музикознавець, композитор, диригент, педагог, доктор музикознавства.
- 30 серпня Кітченко Михайло Дмитрович (1857—1931) — військовий Російської імператорської армії українського походження, генерал-лейтенант, герой Першої світової війни.
- серпень Зарецький Іван Антонович (1857—1936) — археолог, етнограф, земський і громадський діяч.
- 14 вересня Грузевич-Нечай Микола Григорович (1857—1933) — військовик, генерал-майор.
- 18 вересня Волкенштейн Людмила Олександрівна (1857—1906) — російська революціонерка українського походження.
- 19 вересня Дудченко Іван Степанович (1857—1917) — український та російський лікар-епідеміолог, мікробіолог, відомий дослідник чуми в Забайкаллі.
- 3 жовтня Балабуха Сергій Павлович (1857 — після 1903) — революціонер-народник.
- 6 жовтня Світославський Сергій Іванович (1857—1931) — український маляр-пейзажист і карикатурист.
- 7 жовтня Садовень Олексій Андрійович (1857—1919) — український науковець, лікар. Ректор Київського університету Св. Володимира (1917—1918).
- 12 жовтня Линниченко Іван Андрійович (1857—1926) — історик, славіст, археограф, педагог, кримознавець. Професор Імператорського Новоросійського університету.
- 13 жовтня Конощенко Андрій Михайлович (1857—1932) — голова Херсонської губернської народної управи, український фольклорист-музикознавець.
- 15 жовтня Юліус Бохнер (1857—1929) — архітектор, будівничий й автор багатьох монументальних споруд.
- 25 жовтня Черановський Маркіян Григорович (1857 — після 1917) — член Української Центральної Ради, депутат Всеросійських установчих зборів, Голова Рівненської міської думи.
- 29 жовтня Дорошенко Петро Якович (1857—1919) — український історик, державний і громадський діяч.
- 7 листопада Багалій Дмитро Іванович (1857—1932) — український історик, філософ та громадський діяч. Лауреат Уваровської премії. Ректор Імператорського Харківського університету (1905—1910), один із фундаторів, академік Української Академії Наук.
- 17 листопада Бодуен де Куртене Ромуальда Ромуальдівна (1857—1935) — польська лікарка і письменниця.
- 19 листопада Грінберг Христина Григорівна (1857—1942) — революціонерка, народниця, член партії «Народна воля».
- 21 листопада Мирон Іван (1857—1940) — інженер залізничної служби, громадський діяч. У 1918—1919 роках — державний секретар шляхів ЗУНР.
- 6 грудня Ходорович Микола Олександрович (1857—1936) — генеральний значковий Армії Української Держави.
- 12 грудня Потоцький Павло Платонович (1857—1938) — генерал від артилерії, військовий історик, громадський та культурний діяч, меценат, засновник історико-мистецької колекції «Музей України»; репресований в СРСР.
- 17 грудня Зарудна Варвара Михайлівна (1857—1939) — оперна співачка (ліричне сопрано) та музичний педагог, професор Московської консерваторії, заслужений професор.
- 21 грудня Козак Євген Оксентійович (1857—1933) — український вчений (палеограф, мовознавець), церковний та громадський діяч, ректор Чернівецького університету.
- 27 грудня Кравченко Михайло Степанович (1857—1917) — відомий кобзар із Великих Сорочинців.
- 28 грудня Макаревич Анна Мойсеївна (1857—1925) — народниця, соціалістка, політичний діяч.
- грудень Бардах Яків Юлійович (1857—1929) — український радянський мікробіолог, бактеріолог. Винайшов спосіб виготовлення протидифтерійної сироватки.
- Абрагамовський Степан (1857—1916) — український громадський діяч, політик.
- Балог Михайло (1857—1916) — греко-католицький вікарій у Марамороському Сиґоті.
- Бах Олексій Миколайович (1857—1946) — український хімік і біохімік, академік АН СРСР (з 1929). Громадський діяч, академік (з 1929), Герой Соціалістичної Праці, депутат Верховної Ради СРСР 1-го скликання.
- Микола Биков — український журналіст, видавець, громадський діяч, критик, член товариства «Просвіта».
- Анна Білінська-Богданович (1857—1893) — художниця українського походження.
- Вікул Павло Федорович (1857 — після 1920) — православний священик, краєзнавець Поділля, історик церкви.
- Вітошинський-Доброволя Йосип-Михайло (1857—1931) — генерал-майор австрійської армії.
- Кирило Геник (1857—1925) — канадський імміграційний урядник українського походження та громадський діяч.
- Маврикій Зильберштайн (1857—1912) — львівський архітектор.
- Жарко Надія Василівна (1857—1929) — українська акторка.
- Їжак Володимир Іванович (1856—1920) — український оперний і камерний співак (баритон).
- Степович Андроник Іоаникійович (1857—1935) — історик-славіст, літературознавець, історик літератури, перекладач творів слов'янських письменників, директор Колегії П. Ґалаґана, доцент і професор Київського університету.
- Суслов Онисим Зіновійович (1857—1929) — український драматург, актор, режисер і антрепренер школи М. Кропивницького.
- Федецький Альфред Костянтинович (1857—1902) — український фотограф польського походження, перший український оператор хроніко-документальних фільмів.
- Шипович Іван Омелянович (1857—1936) — український краєзнавець, дослідник історії Поділля, громадський діяч, священик, педагог. Жертва сталінських репресій.

### Померли
- 25 січня Іван (Бохенський) (1783—1857) — церковний діяч, ректор Львівської духовної семінарії УГКЦ (1841—1850), єпископ-помічник Львівської Архієпархії.
- 17 лютого Павловський Андрій Федорович (1789—1857) — український математик.
- 7 червня Інокентій Херсонський (1800—1857) — єпископ Російської Православної Церкви; архієпископ Херсонський і Таврійський. Член Російської академії.
- 22 вересня Фердинанд Штехер (1779—1857) — професор і ректор Львівського університету (1819—1820).
- 23 вересня Юзеф Дверницький (1779—1857) — польський військовик, генерал, кавалерійський командир під час польського повстання 1831 року.
- 23 листопада Вацлав Роллечек (1795—1857) — чеський композитор і диригент.
- 6 грудня Богородський Сава Йосипович (1804—1857) — український вчений-юрист, криміналіст.
- 8 грудня Перовський Василь Олексійович (1795—1857) — російський військовий діяч, генерал-ад'ютант, генерал від інфантерії, граф.
- Лакерда Антон Пилипович (1779—1857) — київський купець 1-ї гільдії, ратсгер, бургомістр Києва у 1820, 1829—1831 роках.
- Морозов Григорій Сергійович (1798—1857) — інженер Російської імперії.

## Засновані, створені
- Кіровоградський професійний ліцей сфери послуг
- Поторицька бібліотека
- Улашківська загальноосвітня школа
- Храм усікновення глави Іоана Предтечі (Харків)
- Троїцька церква (Київ, Замкова гора)
- Церква Всіх Святих (Боромля)
- Церква Різдва Пресвятої Богородиці (Вилкове)
- Церква святого великомученика Димитрія Солунського (Раковець)
- Кірха Святої Катерини (Київ)
- Белліно-Фендеріх (Одеса)
- Тріумфальна арка (Київ)
- Млин Бродського
- Бецилове
- Дмитрівка (Нікопольський район)
- Желепове
- Катеринівка (Сарненський район)
- Новокраснівка (Антрацитівський район)
- Новоселівка (Роздільнянський район)
- Старокостянтинівка
- Торосове

## Зникли, скасовані
- Зоря Галицка

## Видання
- Чорна рада (роман)
- Труды Киевской духовной академии